# HitmanPro
HitmanPro is een computerprogramma om adware, spyware, malware en virussen op te sporen. Het is een shareware-programma en kan 30 dagen gratis geprobeerd worden. Het programma is ontwikkeld door SurfRight.

## Oude werking
De oude versies van HitmanPro, versie 2 en lager, installeerden anti-spywaresoftware als Ad-Aware, Spybot - Search & Destroy, Spy Sweeper en Spyware Doctor om schadelijke software op te sporen. Die software werd automatisch uitgevoerd op de computer van de gebruiker. Deze aanpak had een aantal nadelen, waaronder een langdurig scanproces, instabiliteit door programma's van derden en overmatig gebruik van de processor. HitmanPro 2 bevatte naast verwijdering van schadelijke software ook beveiligingsupdates en webbrowserbescherming.

## Werking
HitmanPro 3 installeert geen externe software op de computer.
De software zoekt eerst naar programma's die zich vreemd gedragen (gedragsanalyse) om ze daarna op te sturen naar een plaats op het internet, de scanwolk genoemd. In de scanwolk worden de schadelijke bestanden geanalyseerd waarna ze door HitmanPro worden verwijderd. Om het scanproces te versnellen en fouten te voorkomen, maakt HitmanPro 3 gebruik van een zogenaamde witte lijst waarin handtekeningen van alle Windows-systeembestanden en andere gangbare (maar veilige) bestanden zijn opgenomen.
Versie 3 van HitmanPro maakt gebruik van Bitdefender en Kaspersky Lab om schadelijke software te identificeren.
Doordat de verschillende virusscanners niet op de lokale computer worden geïnstalleerd, maar in de scanwolk op internet staan, wordt de computer minimaal belast. Deze technologie heet cloudcomputing.

## Beveiliging
De beveiligingsupdates lossen vooral fouten op in Windows en andere programma's, zoals Adobe Flash Player. HitmanPro maakt hoofdzakelijk gebruik van officiële beveiligingsupdates. Bij kritieke beveiligingsproblemen installeert HitmanPro soms een hotfix, een softwarepakket dat (tijdelijk) een probleem in de beveiliging oplost.
Op 1 januari 2006 werd HitmanPro voorzien van bescherming tegen een groot probleem met Windows Metafile (WMF). Zonder deze hotfix kon een website automatisch een kwaadaardig ".wmf-bestand" uitvoeren, waardoor een willekeurige code op het systeem kon worden gestart, zonder tussenkomst van de gebruiker. HitmanPro verving de hotfix na het verschijnen van de officiële beveiligingsupdate van Microsoft.

## Trivia
Op 14 december 2015 is het Nederlandse beveiligingsbedrijf Surfright voor 29 miljoen euro verkocht aan het Britse Sophos.
Na de overname wordt de ontwikkeling van HitmanPro in Hengelo gewoon doorgezet, Surfright blijft als een zelfstandige divisie bestaan.